# Магадеево (Башкортостан)
Магадеево (баш. Мәһәҙей) — деревня в Бурзянском районе Башкортостана России, входит в состав Байназаровского сельсовета.

## Географическое положение
Деревня расположена на реке Мамбетъелге, в слабозаселённой лесистой местности на западном склоне хребта Крака, в 34 км к северо-северо-востоку от районного центра села Старосубхангулова (44 км по автодороге), в 80 км к юго-западу от города Белорецка (104 км по автодороге), в 185 км к юго-востоку от столицы республики города Уфы.
У северной окраины деревни проходит межмуниципальная автодорога 80Н-027 Кага — Старосубхангулово.

## Население
| 2002 | 2009 | 2010 |
| ---- | ---- | ---- |
| 335  | ↗348 | ↘319 |

Историческая численность населения: 1795 г. — 45 чел., 1866 г. — 201, 1900 г. — 256, 1920 г. — 365, 1939 г. — 147, 1959 г. — 169, 1989 г. — 273 чел..
Согласно переписи 2002 года, преобладающая национальность — башкиры (100 %).

## История
Основана во 2‑й половине XVIII века башкирами Тангаурской волости Верхнеуральского уезда Оренбургской губернии. Названа по фамилии первопоселенца (Магадеев). Была известна также как Тангаур. 
Известны сын первопоселенца Ахмер Магадеев и внуки Рахматулла, Абдулнасыр Ахмеровы. Сыну в 1834 г. исполнилось 83 года.
В год возникновения деревни здесь было 7 дворов с 45 жителями, в 1859 г. — 36 домов с 97 мужчинами и 90 женщинами. В 1920 г. 365 человек проживало в 71 доме.
На 24 двора в 1842 г. приходилось 95 лошадей, 58 коров, 30 овец, 15 коз. В деревне в 1842 г. проживало 145 человек. Земледелия почти не было: засеяли 24 пуда озимого и 232 пуда ярового хлеба.
Изгнав из России Наполеона и взяв столицу его империи Париж, с победой вернулись воины 15-го полка Абуталип Сырлыбаев, Ишмурза Явлыбаев, Абдулгафар Ахмеров и Юлберды Баргутов.
Баязит Кунаккужин в 1828 г. проходил службу на охране юго-западных рубежей страны в Бессарабии.

## Религия
В деревне есть мечеть.